# Pelmagathis rufidorsum
Pelmagathis rufidorsum är en stekelart som beskrevs av Günther Enderlein 1920. Pelmagathis rufidorsum ingår i släktet Pelmagathis och familjen bracksteklar. Inga underarter finns listade i Catalogue of Life.